# Nikolaï Riourikov
Nikolaï Vladimirovitch Riourikov (Николай Владимирович Рюриков), né le 5/17 avril 1884 à Osselki dans le gouvernement de Nijni Novgorod et mort le 18 juin 1943 au camp de travail du Loktchimlag (République socialiste soviétique autonome des Komis), est un prêtre orthodoxe russe, inscrit en 2006 à la liste des nouveaux confesseurs et martyrs de Russie.

## Biographie

### Formation et séminariste
Il naît le 5 avril 1884 dans l'ouïezd de Makarievo du gouvernement de Nijni Novgorod au sein de la famille d'un prêtre de campagne (les prêtres orthodoxes ont le droit de se marier avant leur ordination), Vladimir Alexandrovitch Riourikov (lui-même fils du prêtre Alexandre Petrovitch Riourikov). Il reçoit une éducation solide et est diplômé en 1905 du grand séminaire de Nijni Novgorod. Il commence à enseigner le catéchisme à l'école de zemtsvo de son village natal, puis en 1906-1907 à l'école paroissiale du village voisin de Liapouny. Puis il enseigne dans différentes écoles de l'éparchie de Nijni Novgorod (Pavlovo, Kanavino).

### Prêtre à Gorbatov
Nikolaï Riourikov est nommé prêtre le 15 septembre 1910 par l'évêque de Nijni Novgorod, Joachim (Levitski), au monastère de la Trinité-Saint-Macaire et ordonné le 22 octobre 1910 par l'évêque de Balakhna (vicariat de Nijni Novgorod), Guennadi (Touberozov). Le 23 août 1911, le Père Nicolas est nommé à la cathédrale de la Trinité de Gorbatov et, le 6 septembre 1917, il en devient le recteur.
En 1911-1917, il enseigne la catéchisme à l'école paroissiale de filles, à l'école paroissiale de garçons et au gymnasium de garçons de la ville de Gorbatov. À partir de 1915, il travaille comme trésorier de la branche locale du conseil scolaire diocésain de Nijni Novgorod. À partir du 3 février 1916, il est greffier du département de Gorbatov de la société panrusse pour le soin des réfugiés de guerre.
Le 9 mai 1912, le nabedrennik lui est conféré, le 5 avril 1916, le skouphos, et, en 1919, le kamilavkion. La médaille en mémoire des vingt-cinq ans des écoles paroissiales lui est décernée en 1911, ainsi que l'insigne de jubilé et la médaille du tricentenaire de la dynastie des Romanov en 1913.
Le Père Nicolas est en correspondance avec l'évêque de Lyskovo, Alexandre (Chtchoukine) qui sera fusillé en 1937 et canonisé en l'an 2000.
Comme tous les ecclésiastiques, son droit de vote lui est retiré en 1920. Il est arrêté le 29 juillet 1927 par la Guépéou de Nijni Novgorod sous l'accusation de fomenter de l'agitation contre-révolutionnaire à l'encontre du pouvoir soviétique. Le témoignage contre lui est porté par trois personnes ayant servi avec lui à la cathédrale de la Trinité; ces traîtres sont un prêtre, un diacre et un acolyte. Il est incarcéré à la prison de la Guépéou de Nijni Novgorod, interrogé le 29 juillet et les 8 et 9 août 1927 il nie ces accusations.

### En exil et au Goulag
Par décision de l'assemblée spéciale du collège de la Guépéou du 4 novembre 1927, il est condamné à trois ans d'exil en résidence surveillée. Il purge sa peine avec son épouse, Olga Guéorguiévna, dans le raïon Priangarski près de Bogoutchany. Après sa sortie d'exil, il demeure en exil administratif pendant trois ans, au village de Kozmodemiansk dans le raïon mari des Montagnes.
À partir de janvier 1934, il sert à l'église Notre-Dame-de-Vladimir du village de Vladimirskoïe dans la République socialiste soviétique autonome des Maris et le 7 avril 1934, il reçoit son enregistrement officiel de la part des autorités, comme desservant de cette paroisse. L'épigonation (ἐπιγονάτιον,  палица) lui est conféré en 1936.
Le Père Nicolas est de nouveau arrêté le 29 septembre 1937 pendant les grandes purges staliniennes et encore accusé d'agitation contre-révolutionnaire. Il est incarcéré à la prison de Kozmodemiansk. Il ne reconnaît pas sa culpabilité lors de son unique interrogatoire du lendemain. Le 8 octobre 1937, la troïka du NKVD le condamne à dix ans de travaux forcés.
Le 25 octobre 1937, il est envoyé au camp de travail de Loktchimlag dans la République socialiste soviétique autonome des Komis. Il meurt à l'infirmerie du camp d'une attaque cardiaque, le 18 juin 1943. Il est enterré au cimetière local sous le n° 5G dans une fosse anonyme.

## Canonisation
Par décision le 6 octobre 2006 du patriarche de Toutes les Russies et du Saint-Synode de l'Église orthodoxe russe, et sur proposition de l'éparchie de Iochkar-Ola, Nikolaï Riourikov est inscrit à l'assemblée des nouveaux confesseurs et martyrs de Russie.